# Човек од прућа
Човек од прућа (енгл. The Wicker Man) британски је хорор филм из 1973. године, режисера Робина Хардија, са Едвардом Вудвардом и Кристофером Лијем у главним улогама. Радња је инспирисана романом Ритуал Дејвида Пинера и прати полицајца Нила Хоубија, побожног хришћанина, који постаје жртва присталица келтског паганизма на једном од изолованих Хебридских острва.
Филм је наишао на веома позитивне критике и добио је награду Сатурн за најбољи хорор филм, док је Кристофер Ли био номинован за исту награду у категорији за најбољег главног глумца. Ли је прихватио да тумачи улогу без хонорара, а неколико година касније признао је да му је Човек од прућа омиљени филм. Филмски магазин Cinefantastique описао је филм речима: „Грађанин Кејн хорор жанра”. Критичари сајта Rotten Tomatoes оценили су га са 89%, док на IMDb-у има просечну оцену 7,5/10. Сцена спаљивања на крају филма налази се на 45. месту листе „100 најстрашнијих филмских момената” америчког магазина Bravo. Инсерти из филма приказани су на церемонији отварања Олимпијских игара 2012. у Лондону, у оквиру компилације филмова који су прославили британску кинематографију.
Године 2006. снимљен је амерички римејк са Николасом Кејџом у главној улози, али је добио веома лоше критике и остварио комерцијални неуспех. Харди је 2011. снимио спиритуални наставак под насловом Дрво од прућа, у коме Ли има камео улогу.

## Радња
Дана 29. априла, наредник Нил Хауи из полиције Западног Горја путује хидроавионом на удаљено, зелено острво Самерајл у Хебридима, како би истражио нестанак девојчице Роуан Морисон, о којој је добио анонимно писмо. Хауи, побожни хришћанин, узнемирен је када открије да становници острва одају пошту паганским келтским боговима својих предака, док су цркве запуштене. Људи се отворено упуштају у сексуалне односе на пољима, деца учествују у прославама Првог маја, подучавају се фаличком значењу мајског дрвета, а једна жена ставља жабу у уста девојчици да би је излечила од упале грла. Чини се да мештани покушавају да осујете Хауијеву истрагу тврдећи да Роуан никада није ни постојала.
Док одседа у гостионици „Зелени човек”, гостионичарева ћерка покушава да га заведе, али он одбија, објашњавајући да је верен и да не жели да има односе пре брака. Примећује низ фотографија које приказују годишњу жетву, на којима је сваке године друга девојчица проглашена мајском краљицом. Фотографија са последње прославе недостаје, а гостионичар тврди да је сломљена. У локалној школи Хауи испитује ученике о Роуан, али сва деца поричу да она постоји. Проверава школски регистар и проналази Роуанино име. Испитује учитељицу, која га упућује на Роуанин гроб.
Следећег дана, 30. априла, Хауи се састаје са лидером острва, лордом Самерајлом, унуком једног агронома из викторијанског доба, како би добио дозволу да откопа Роуанино тело. Самерајл му објашњава да је његов деда 1868. развио сорте воћа које успевају у шкотској клими, и да је подстицао веровање да ће повратак старим боговима донети благостање дотадашњем хришћанском становништву. Захваљујући обилним жетвама, остали мештани су постепено прихватили паганизам, а хришћански свештеници су напустили острво.
Након што откопа Роуанин гроб, Хауи открива да се у ковчегу налази само тело зеца. Такође проналази и несталу фотографију жетве, на којој се Роуан налази међу празним сандуцима — жетва је те године подбацила, први пут од када су воћњаци засађени. Његово истраживање открива да се у случају неуспеха усева боговима приноси људска жртва. Он закључује да је Роуан жива и да ће ускоро бити жртвована како би се обезбедила успешна жетва наредне сезоне.
Следећег јутра, 1. маја, Хауи покушава да затражи помоћ са копна и враћа се ка свом хидроавиону, али открива да је онеспособљен и да му је радио оштећен — не може ни да оде ни да позове помоћ. Касније тог дана, током мајске прославе, Хауи савлада гостионичара и краде његов костим и маску „Панча” („будале”), како би се инфилтрирао у поворку. На крају, проналази Роуан, ослобађа је и бежи са њом у пећину. По изласку из пећине, дочекују их мештани, којима се Роуан срећно враћа.
Самерајл тада открива Хауију да Роуан никада није ни била намењена као жртва — Хауи је тај који ће бити жртвован. Он испуњава сва четири услова које богови захтевају: дошао је својом вољом, има „моћ краља” као представник закона, невин је, и „будала” је јер је насео на њихову превару. Хауи упозорава Самерајла и мештане да жетве подбацују због непогодне климе, као и да ће се људи следећег лета, када жетва поново не успе, окренути против Самерајла и жртвовати њега. Његова упозорења остају игнорисана.
Мештани насилно убацују Хауија у огромну фигуру „човека од прућа”, заједно са разним животињама, пале је и окружују је певајући народну песму на средњеенглеском језику. Унутар фигуре, Хауи рецитује 23. псалам и моли се Богу. Хауи и животиње изгарају у пламену, док се глава „човека од прућа” руши у ватри, откривајући залазак сунца.

## Улоге
| Глумац          | Улога             |
| --------------- | ----------------- |
| Едвард Вудвард  | наредник Нил Хауи |
| Кристофер Ли    | лорд Самерајл     |
| Брит Екланд     | Вилоу Макгрегор   |
| Дајана Силенто  | госпођа Роуз      |
| Ингрид Пит      | библиотекарка     |
| Линдси Кемп     | Алдер Макгрегор   |
| Расел Вотерс    | власник луке      |
| Обри Морис      | стари баштован    |
| Ајрин Сантерс   | Меј Морисон       |
| Џенифер Мартин  | Миртл Морисон     |
| Доналд Еклс     | Т. Х. Ленокс      |
| Волтер Кар      | учитељ            |
| Рој Борд        | Брум              |
| Барбара Раферти | жена са бебом     |
| Џери Копер      | Роуан Морисон     |